# Demodes albomaculata
Demodes albomaculata är en skalbaggsart som beskrevs av Stefan von Breuning 1939. Demodes albomaculata ingår i släktet Demodes och familjen långhorningar. Inga underarter finns listade i Catalogue of Life.